# STS-126
La STS-126 è una missione spaziale del Programma Space Shuttle, la 27° verso la Stazione spaziale internazionale e il volo di assemblaggio ULF2. Il lancio dello Endeavour era inizialmente previsto il 16 ottobre 2008, ma a causa di ritardi nella produzione dei serbatoi esterni e dello slittamento della missione STS-125 al 2009, il 25 settembre la NASA ha annunciato che il lancio verrà effettuato a novembre. Inoltre, per lo stesso motivo, è stata la missione successiva alla STS-124. L'Endeavour è decollato regolarmente il 14 novembre 2008 alle 00:55 GMT ed è atterrato alla base di Edwards, in California il 30 novembre 2008 alle 21:25 UTC.

## Equipaggio
| Ruolo                   | Equipaggio                                         | Equipaggio                                         |
| ----------------------- | -------------------------------------------------- | -------------------------------------------------- |
| Comandante              | Christopher Ferguson, NASA Secondo volo            | Christopher Ferguson, NASA Secondo volo            |
| Pilota                  | Eric A. Boe, NASA Primo volo                       | Eric A. Boe, NASA Primo volo                       |
| Specialista di missione | Heidemarie M. Stefanyshyn-Piper, NASA Secondo volo | Heidemarie M. Stefanyshyn-Piper, NASA Secondo volo |
| Specialista di missione | Donald Pettit, NASA Secondo volo                   | Donald Pettit, NASA Secondo volo                   |
| Specialista di missione | Stephen G. Bowen, NASA Primo volo                  | Stephen G. Bowen, NASA Primo volo                  |
| Specialista di missione | Robert S. Kimbrough, NASA Primo volo               | Robert S. Kimbrough, NASA Primo volo               |

Equipaggio ISS Expedition 18 in partenza
- Sandra Magnus (2) - Ingegnere di volo  - NASA

Equipaggio ISS Expedition 18 in ritorno
- Gregory Chamitoff (1) - Ingegnere di volo  - NASA

Il numero tra parentesi indica il numero di voli spaziali eseguiti dall'astronauta compresa l'attuale missione.

## Scopi
Lo scopo della missione è il rifornimento della Stazione Spaziale Internazionale e la manutenzione dei Solar Alpha Rotary Joint (SARJ), giunti che permettono di ruotare i pannelli solari. Uno di essi ha infatti presentato diversi problemi, che sono iniziati nella missione STS-120. I rifornimenti sono contenuti nel Multi-Purpose Logistics Module Leonardo.

## Statistiche della missione
- 155ª missione umana Americana nello spazio
- 124ª missione Shuttle
- 99ª missione dopo il disastro del Challenger
- 11ª missione dopo il disastro del Columbia
- 22ª missione dell'Endeavour
- 27ª missione di assemblaggio della ISS

## Stemma
Nello stemma viene rappresentato lo Space Shuttle, il cui compito è il proseguimento dell'assemblaggio della Stazione Spaziale Internazionale. Nei pressi del centro dell'immagine è raffigurata la costellazione di Orione, che rappresenta il programma per l'esplorazione verso la Luna e Marte. Il pianeta rosso è visibile sullo sfondo in alto a destra. La luce del sole, sull'orizzonte terrestre, alimenta questi sforzi attraverso i pannelli solari della stazione, che è visibile nella configurazione attuale.

## Missione

### Carico della missione

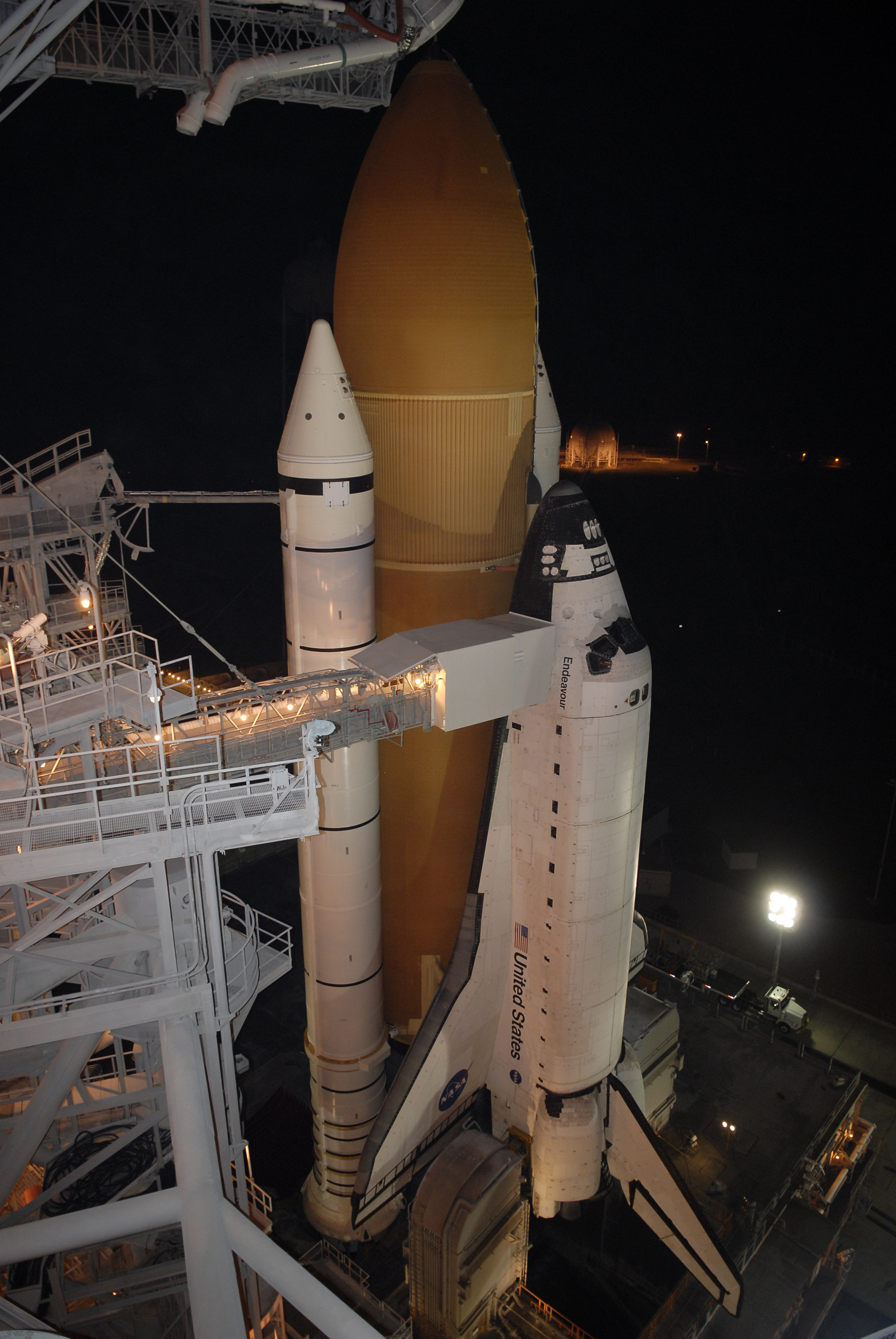
L'Endeavour pronto al lancio sulla piattaforma 39A

Il carico della missione è contenuto nel modulo Leonardo, che comprende i materiali per la manutenzione dei due SARJ, rifornimenti ed equipaggiamenti per vari sistemi della stazione e hardware di riserva.
Dopo moltissime analisi, condotte durante le passeggiate spaziali, le missioni precedenti e a Terra, gli ingegneri NASA pensano di aver individuato il problema che affligge da tempo il giunto SARJ di destra: una scarsa lubrificazione. Per questo motivo i cuscinetti che collegano le due parti del giunto e permettono ad una parte di ruotare e mantenendo la seconda parte ferma, si sono rovinati e devono essere sostituiti.
Per essere sicuri che nel tempo anche il giunto di sinistra non presenti gli stessi problemi, gli astronauti hanno lubrificato anche i cuscinetti di quest'ultimo.
Con il giunto SARJ funzionante, è stato garantito il corretto orientamento dei pannelli solari e quindi una quantità di energia sufficiente per continuare l'espansione della stazione. Mentre attualmente sono presenti a bordo 3 astronauti per volta, in futuro sarà possibile alloggiare 6 astronauti. Oltre a garantire l'energia, la missione ha portato parecchio equipaggiamento e rifornimenti (uno dei carichi più consistenti mai lanciati verso la stazione spaziale, con una peso di circa 6590 kg), proprio per le necessità della nuova capienza della stazione. In particolare, è stata installata una nuova cucina, dei nuovi alloggiamenti, una nuova toilet (Waste and Hygiene Compartment), un nuovo frigorifero e ARED (Advanced Resistive Exercise Device), un nuovo set di strumenti per gli esercizi ginnici.
Per rendere la stazione meno dipendente dai rifornimenti, è stato anche installato un nuovo sistema di rigenerazione ambientale e di supporto vitale. Esso riciclerà l'urina e l'umidità dell'aria producendo acqua pura per essere bevuta o immessa nel sistema di raffreddamento della stazione. Il materiale all'interno del modulo è contenuto in particolari contenitori, chiamati rack (armadietti). L'equipaggiamento che è stato portato sulla stazione comprende tre Resupply Stowage Rack (contenitori generici per i rifornimenti), sei Return Stowage Platform per il ritorno a terra di materiale vario, il Combustion Integration Rack, uno strumento per analizzare la fisica delle combustioni in ambiente di microgravità e l'EXPRESS Rack 6.
Gli EXPRESS rack (EXpedite the PRocessing of Experiments to Space Station) sono contenitori multiuso che permettono il trasporto, l'immagazzinamento e il supporto degli esperimenti sulla stazione spaziale. Ogni esperimento contenuto all'interno è indipendente dagli altri ed è equipaggiato con connessioni dati, energia, sistemi di raffreddamento dell'aria e dell'acqua, sistemi di scarico rifiuti, rifornimento di azoto e monitoraggio video.

### Pre-lancio
A causa dei problemi con il Telescopio Spaziale Hubble, che hanno rinviato al 2009 la missione STS-125, questa missione è quella che segue la STS-124. L'Endeavour è stato spostato il 23 ottobre dal pad 39B, dove attendeva l'eventuale lancio della missione STS-400 in caso di problemi alla STS-125 al pad 39A per il lancio della STS-126. Dopo il rientro dell'Atlantis al Vehicle Assembly Building, lo spostamento dell'Endeavour al pad 39A ha permesso il proseguimento delle modifiche che sono in corso al pad 39B per il futuro impiego dei vettori Ares I e Ares V del Programma Constellation. Il giorno precedente, il 22 ottobre, è giunto il carico della missione, contenuto nell'MPLM Leonardo.

## Cronologia

### Venerdì 14 novembre (1º giorno, lancio)

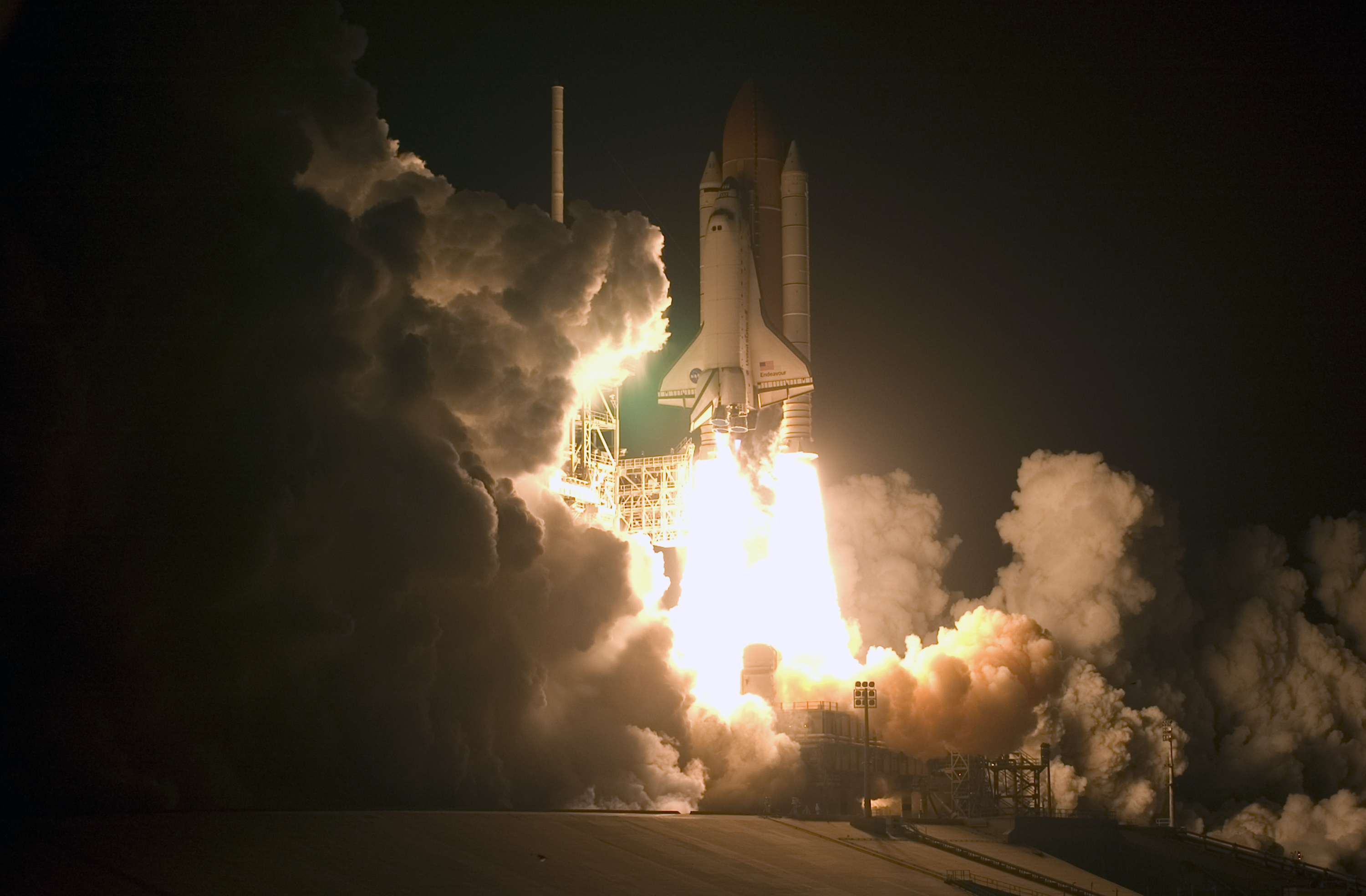
La notte è illuminata dai potenti propulsori che spingono l'Endeavour in orbita

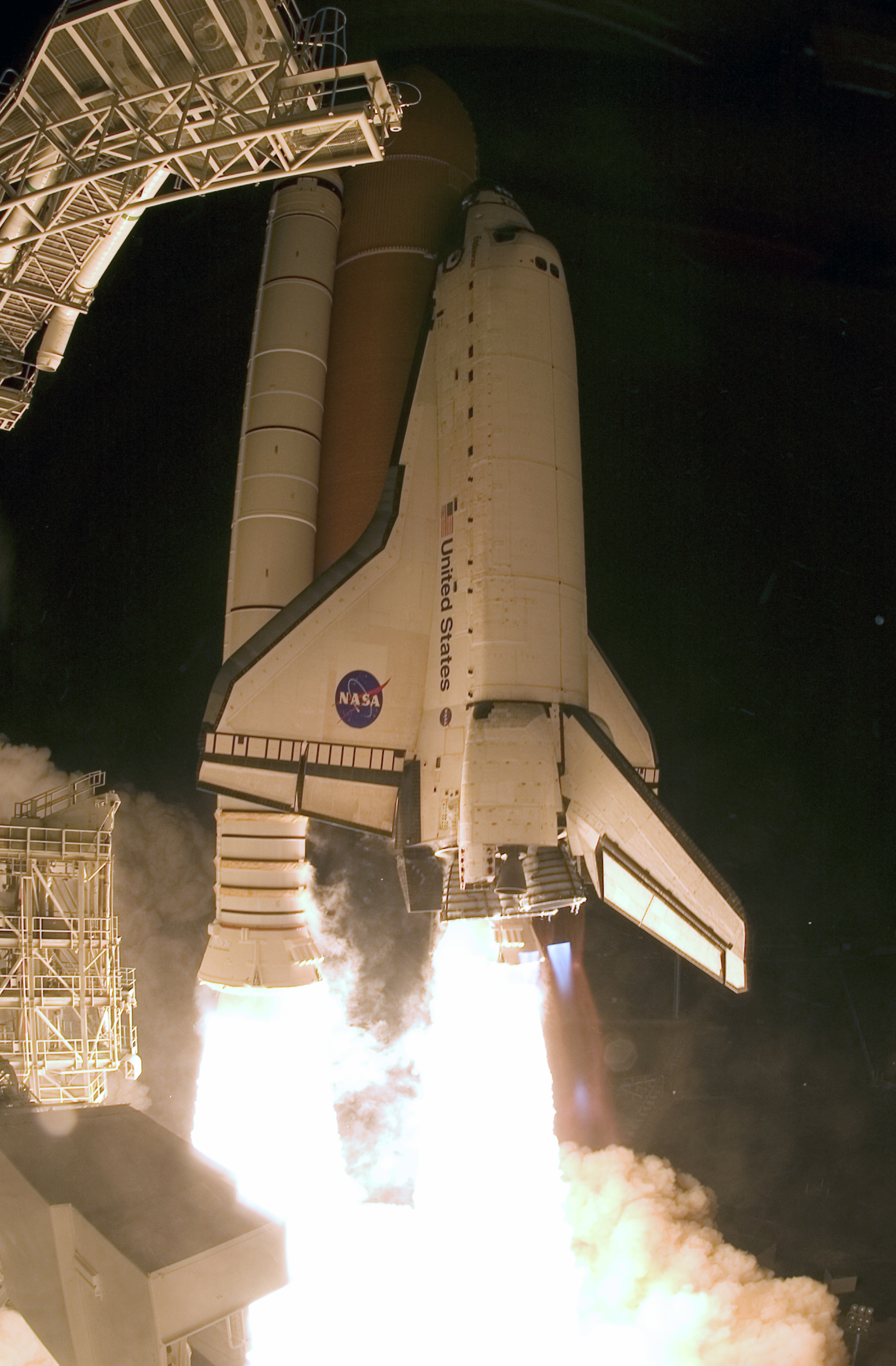
L'Endeavour al decollo

Alle 15:30 UTC è iniziato il caricamento del serbatoio esterno con l'idrogeno e l'ossigeno liquidi. Dopo aver indossato le tute per il lancio e l'atterraggio, l'equipaggio è giunto sulla piattaforma di lancio alle 21:22 UTC. Pochi minuti dopo l'equipaggio ha iniziato l'ingresso nell'orbiter e alle 22:25 ha terminato di prendere posto nei sedili. Alle 23:00 il portello è stato chiuso e la cabina è stata pressurizzata per il lancio. Alle 00:55:13 UTC (ora italiana 01:55, ora locale 19:55 EST) l'Endeavour è decollato regolarmente, all'orario previsto.
Dopo aver raggiunto l'orbita l'equipaggio ha iniziato le normali attività, che comprendono l'apertura dei portelli della stiva di carico, l'estensione dell'antenna in banda Ku, l'attivazione del braccio robotico e l'accensione dell'Orbital Maneuvering System (OMS).

### Sabato 15 novembre (2º giorno)
Come da consuetudine, il 2º giorno di missione è dedicato al controllo dello stato dello scudo termico dello Shuttle per mezzo del braccio robotico a cui è collegato l'Orbiter Boom Sensor System, un gruppo di fotocamere e telecamere che riprendono la parte inferiore dell'orbiter. Le immagini saranno trasmesse a terra dove verranno controllate da un gruppo di ingegneri.
L'equipaggio ha controllato le tute spaziali ed ha iniziato i preparativi per l'aggancio con la Stazione Spaziale, previsto per domenica.

### Domenica 16 novembre (3º giorno)

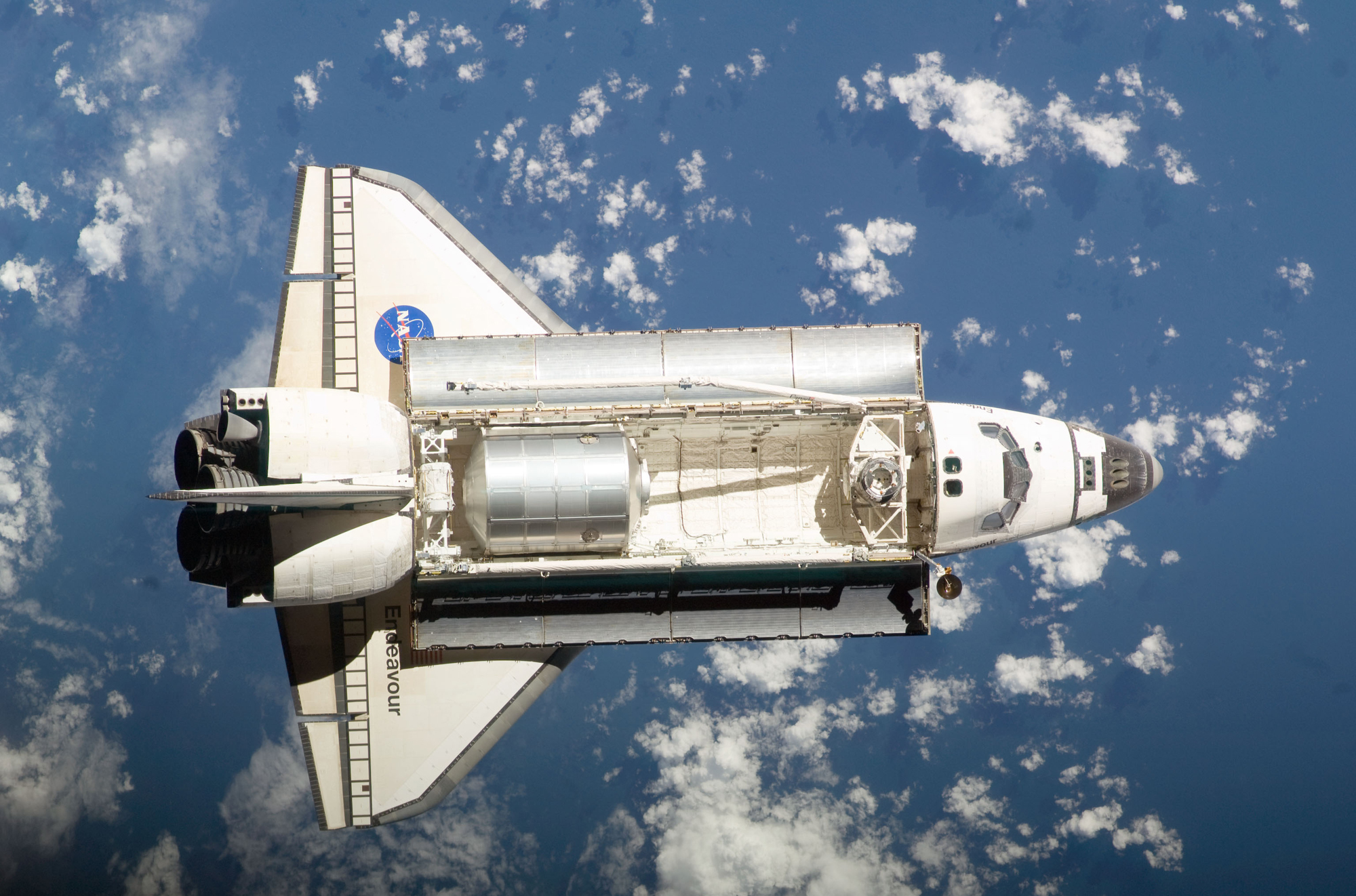
L'Endeavour in avvicinamento alla stazione spaziale. Nella stiva di carico aperta può essere osservato l'MPLM Leonardo, cilindrico

Il comandante e il pilota dell'Endeavour hanno effettuato la consueta Rendezvous pitch maneuver, ad una distanza di circa 600 piedi (180 m) dalla stazione. Essa consiste in una rotazione a 360° dello Shuttle, in modo che l'equipaggio della stazione possa riprendere con varie fotocamere lo scudo termico. Queste immagini, assieme a quelle riprese dall'OBSS, vengono successivamente inviate a Terra per essere esaminate degli esperti.
Dopo l'estensione dell'anello di aggancio, l'Endeavour si è agganciato al Pressurizer Mating Adapter 2 del modulo Harmony alle 22:01 UTC e l'apertura dei portelli è avvenuta alle 00:16 UTC. Gli astronauti della stazione e dello Shuttle, dopo essersi scambiati i saluti, hanno iniziato i trasferimenti del materiale e le procedure per le operazioni robotiche. Alle 02:50 UTC Chamitoff e Magnus si sono ufficialmente dati il cambio: Chamitoff è entrato a far parte dell'equipaggio dell'Endeavour come specialista di missione, mentre Magnus è diventata l'ingegnere di volo della Expedition 18.
Le analisi dello scudo termico dello Shuttle non hanno rilevato problemi, sottolineando che, la piccola anomalia nel rivestimento del pod dell'OMS rilevata inizialmente era ghiaccio e i rivestimenti e le mattonelle del sistema di protezione termico dell'Endeavour sono in ordine. Nelle immagini riprese durante il decollo è stato notato un oggetto, che tuttavia non ha colpito l'orbiter.

### Lunedì 17 novembre (4º giorno)

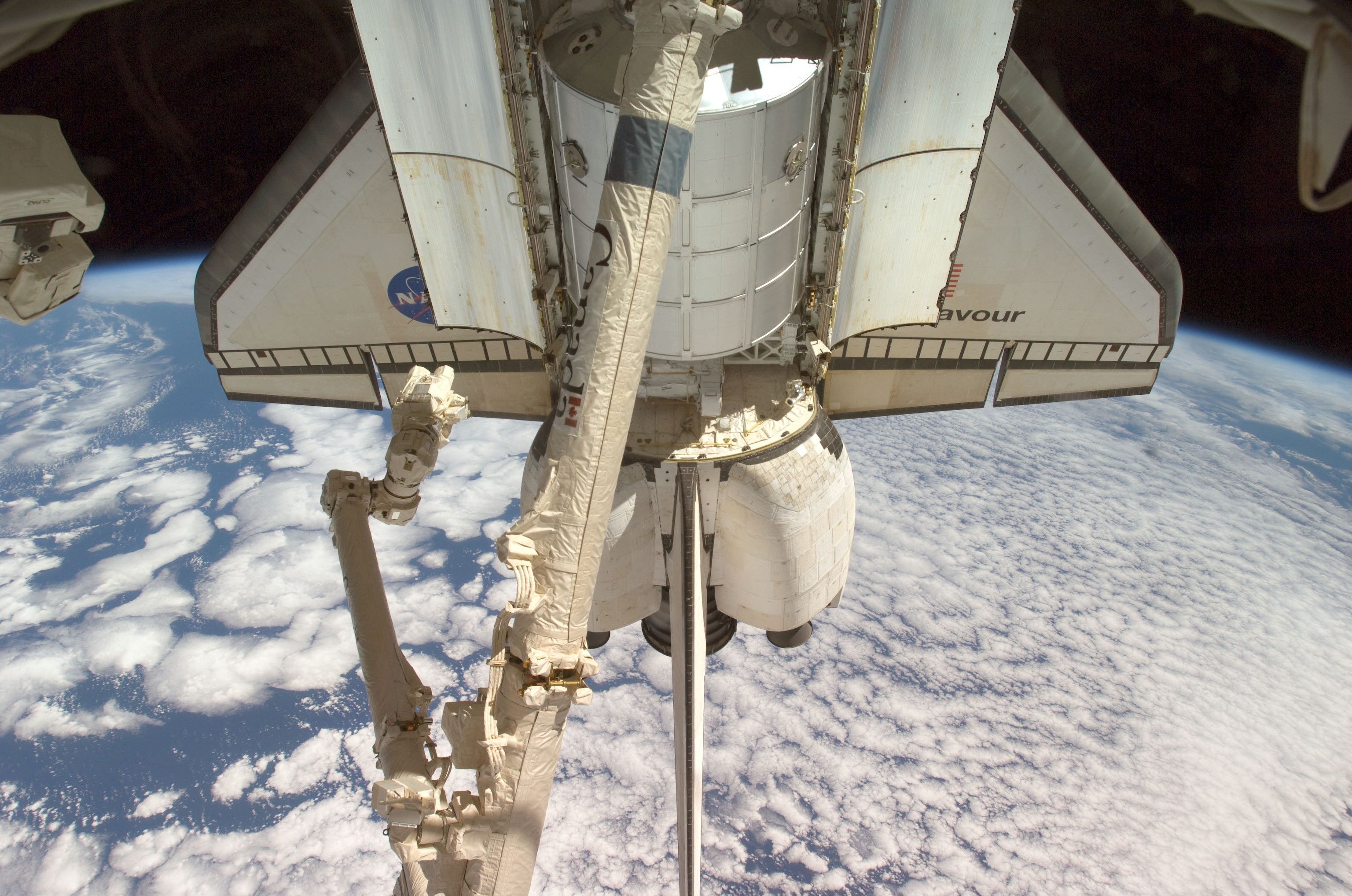
L'Endeavour ripreso mentre è agganciato alla stazione spaziale. È visibile il braccio robotico della stazione spaziale Canadarm2

Durante la giornata, i due equipaggi hanno iniziato l'installazione dell'equipaggiamento contenuto nel modulo Leonardo, con il trasferimento dello modulo dalla stiva di carico al modulo Harmony della stazione. Alle 23:43 è stato aperto il portello tra la stazione e il modulo ed è iniziato il trasferimento del materiale. Esso è un lavoro molto impegnativo, poiché la missione trasporta uno dei carichi più consistenti mai lanciati verso la stazione. Esso comprende tutto l'equipaggiamento per poter alloggiare tre astronauti in più a bordo della ISS. Nel frattempo sono anche iniziati i preparativi per la prima passeggiata spaziale di Stefanyshyn-Piper e Bowen. Gli astronauti devono infatti trascorrere la notte precedente al giorno delle attività extraveicolari nel Joint Airlock, dove l'atmosfera è ad una pressione ridotta, in modo da abituare l'organismo umano alla pressione presente all'interno delle tute spaziali. Esse non possono essere pressurizzate al valore normale poiché questo renderebbe i movimenti molto difficili. Il periodo trascorso all'interno dell'Airlock permette di ridurre l'azoto nel sangue, riducendo il pericolo di una malattia da decompressione, che potrebbe insorgere se si variasse velocemente la pressione.
I tecnici della NASA non hanno richiesto ispezioni aggiuntive dell'orbiter, il cui scudo termico non presenta alcun problema.

### Martedì 18 novembre (5º giorno)

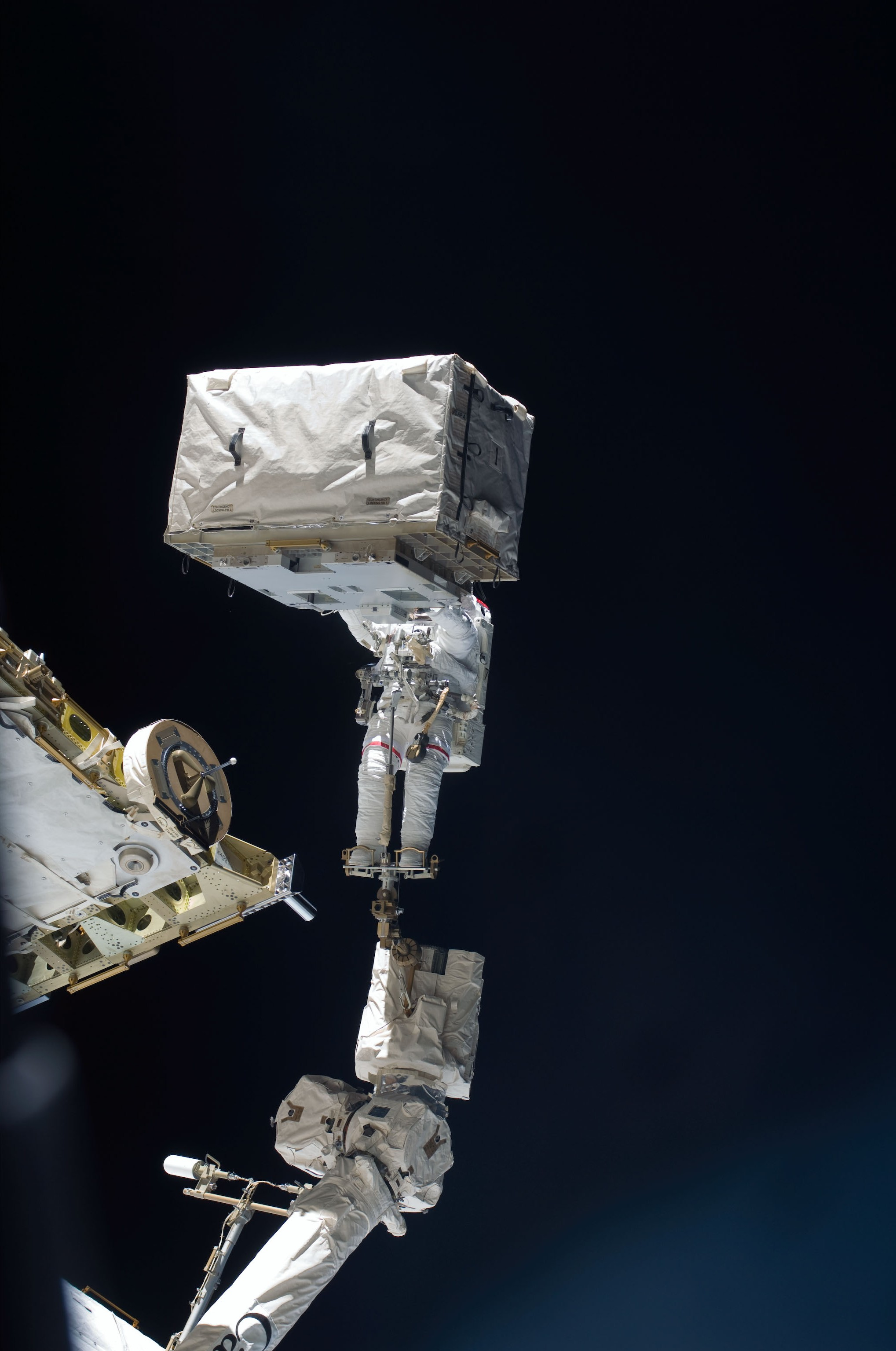
Stefanyshyn-Piper agganciata al braccio robotico mentre effettua i trasferimenti

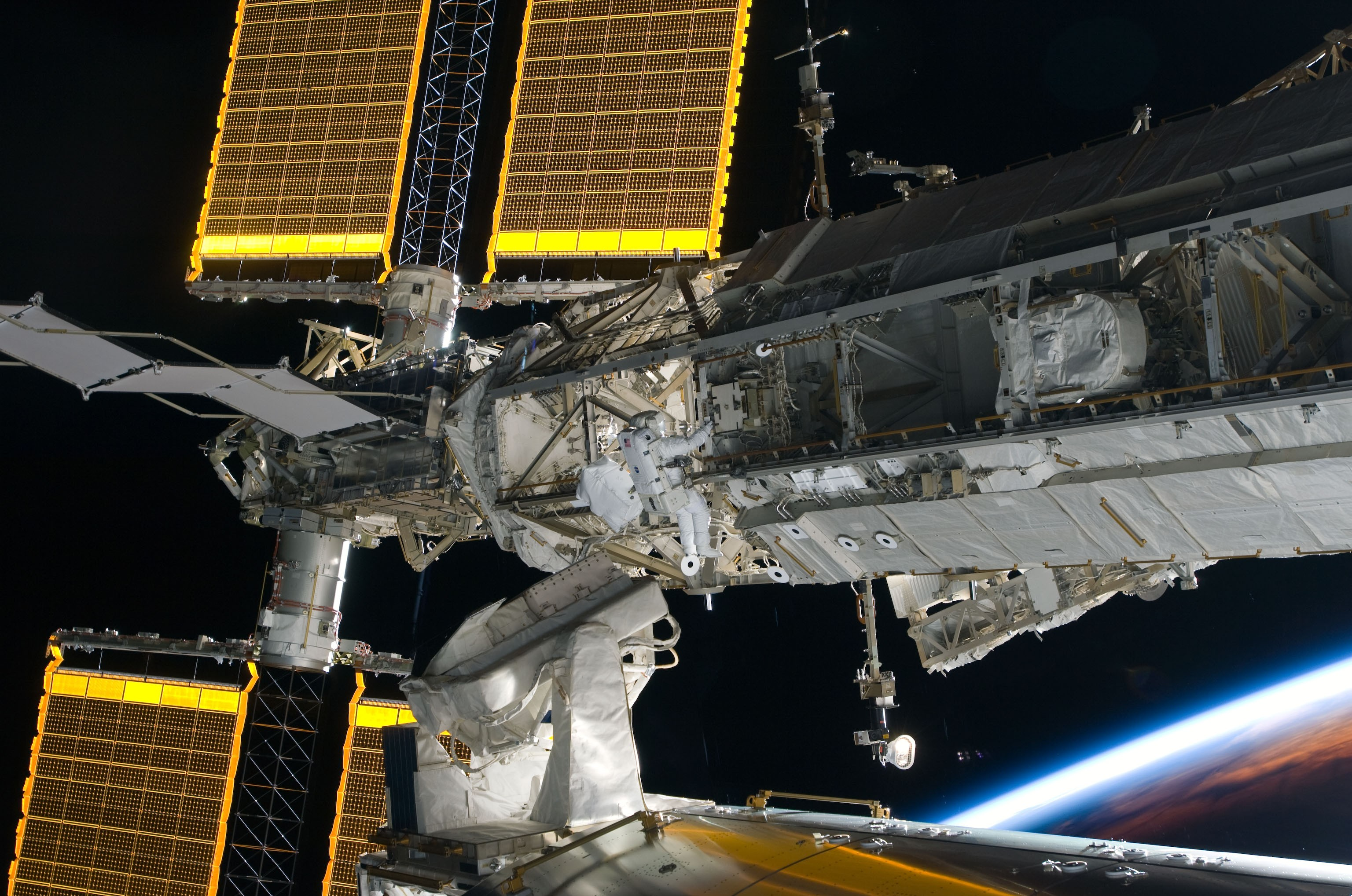
Steve Bowen al lavoro sul giunto SARJ

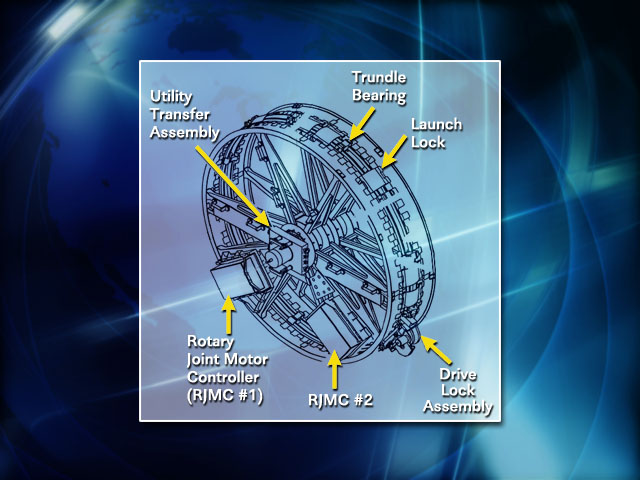
Diagramma di un SARJ. Sono indicati i cuscinetti (Trundle Bearing Assembly)

L'attività principale della giornata è la prima attività extraveicolare, il cui obiettivo principale è la manutenzione del SARJ. I due astronauti sono usciti dal Quest Airlock alle 19:09 UTC. Stefanyshyn-Piper è stata agganciata al braccio robotico della stazione e ha trasportato un serbatoio di azoto vuoto (Nitrogen Tank Assembly) nella stiva di carico dello Shuttle. Successivamente ha afferrato un accoppiatore a tubo flessibile (Flex Hose Rotary Coupler) dalla stiva dell'Endeavour e, attraverso l'uso del braccio robotico, lo ha trasferito nella External Stowage Facility della stazione per utilizzi futuri. Bowen ha rimosso una copertura protettiva ad una estremità del laboratorio Kibo per controllare che il meccanismo di aggancio non abbia problemi. In quel punto verrà infatti connesso il componente Exposed Facility (JEM-EF), installato nella missione STS-127.
I due astronauti si sono spostati nei pressi del SARJ, il giunto che permette la rotazione dei pannelli solari della stazione. Alle 20:33 UTC, Stefanyshyn-Piper ha tuttavia riferito che lo strumento che viene impiegato per lubrificare il giunto ha avuto un problema, spargendo tutta la gelatina contenuta nel serbatoio all'interno della borsa degli attrezzi, dove era situato. Mentre l'astronauta stava cercando di ripulire la borsa, una piccola borsa più piccola è sfuggita inavvertitamente, "volando via". Questo inconveniente non è grave, poiché Bowen era in possesso di una seconda borsa identica. I due astronauti hanno quindi ripreso il lavoro, sostituendo due cuscinetti chiamati trundle bearing assembly. Dopo la rimozione del primo cuscinetto, è stata ripulita la superficie della sezione sottostante, inserito uno strato di lubrificante ed infine installato uno nuovo. La procedura è stata ripetuta con il secondo cuscinetto. Stefanyshyn-Piper ha iniziato la procedura sul terzo cuscinetto, che sarà completata nella seconda passeggiata spaziale. Alle 01:01 UTC gli astronauti sono rientrati nella stazione spaziale, concludendo l'attività extraveicolare della durata di 6 ore e 52 minuti.
Il lubrificante utilizzato è il Braycote-601.
Durante le attività all'esterno della stazione, il resto dell'equipaggio ha continuato il trasferimento del contenuto del modulo Leonardo sulla stazione. Sono stati inoltre installati i due Water Recovery System per il riciclaggio dell'acqua e il gruppo di esperimenti contenuti nell'EXPRESS rack 6.

### Mercoledì 19 novembre (6º giorno)
L'equipaggio dell'Endeavour e della stazione spaziale hanno trascorso la prima parte della giornata installando vari equipaggiamenti trasferiti dall'MPLM sulla stazione. In particolare, è stata installata la toilet aggiuntiva (Waste and Hygiene Compartment) e il Combustion Integrated Rack. Inoltre sono stati allestiti i nuovi alloggi e alcuni rifornimenti contenuti in un Resupply Stowage Rack. Fincke e Pettit hanno configurato l'hardware del sistema di riciclaggio dell'acqua. Il sistema impiega due giorni per la prima attivazione, dopo la quale è possibile iniziare ad utilizzarlo. L'acqua purificata non sarà utilizzata immediatamente, ma verranno raccolti alcuni campioni per essere riportati a Terra dallo Shuttle per le analisi nei laboratori, per accertare che il sistema funziona perfettamente.
Magnus e Chamitoff hanno anche installato un rack contenente dei materiali da riportare a Terra sull'MPLM.
Stefanyshyn-Piper e Kimbrough hanno iniziato i preparativi per la seconda passeggiata spaziale di giovedì, ricontrollando le procedure ed alloggiando nel Joint Airlock.

### Giovedì 20 novembre (7º giorno)

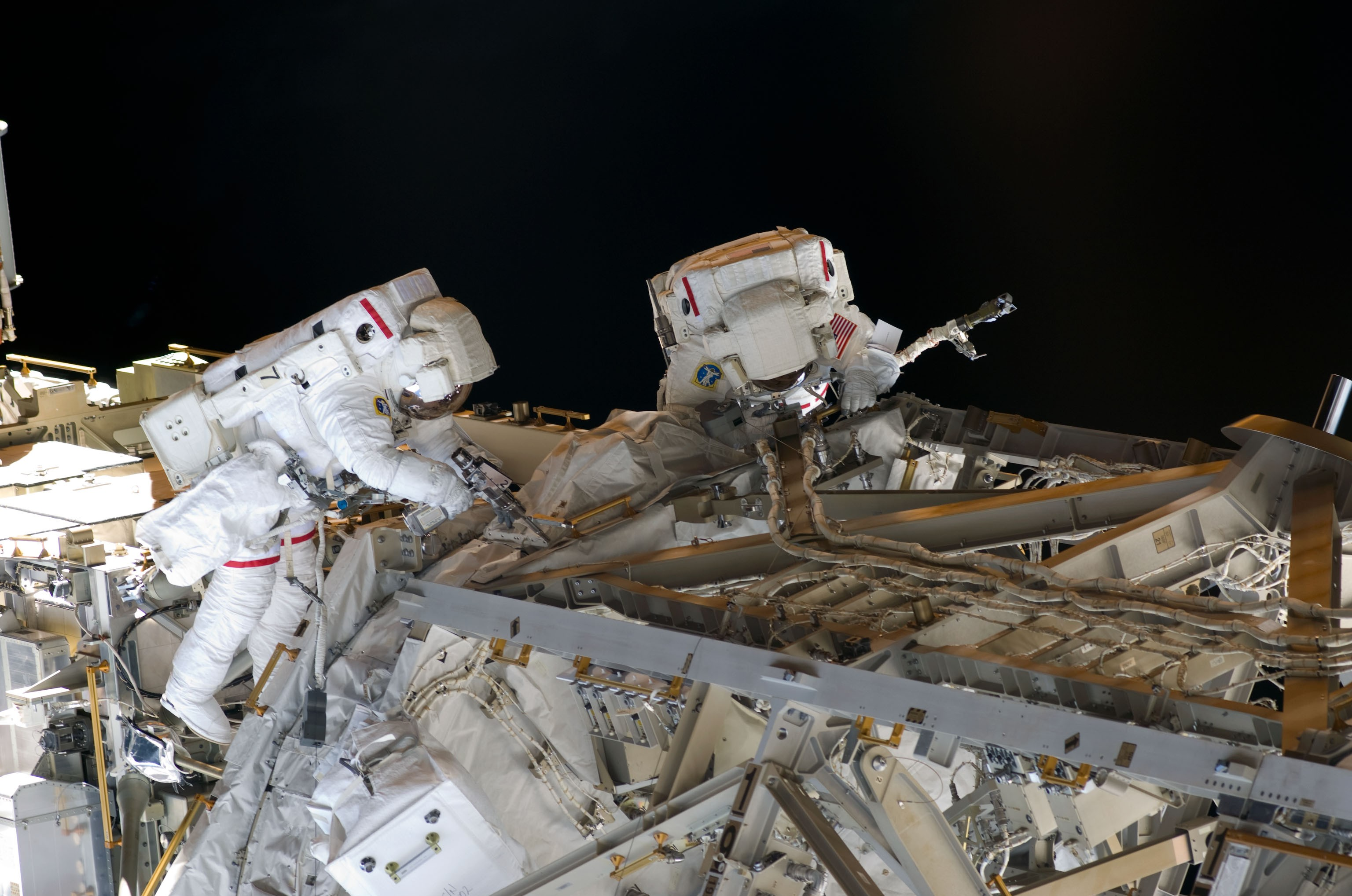
Stefanyshyn-Piper e Kimbrought al lavoro sul SARJ durante la seconda passeggiata spaziale

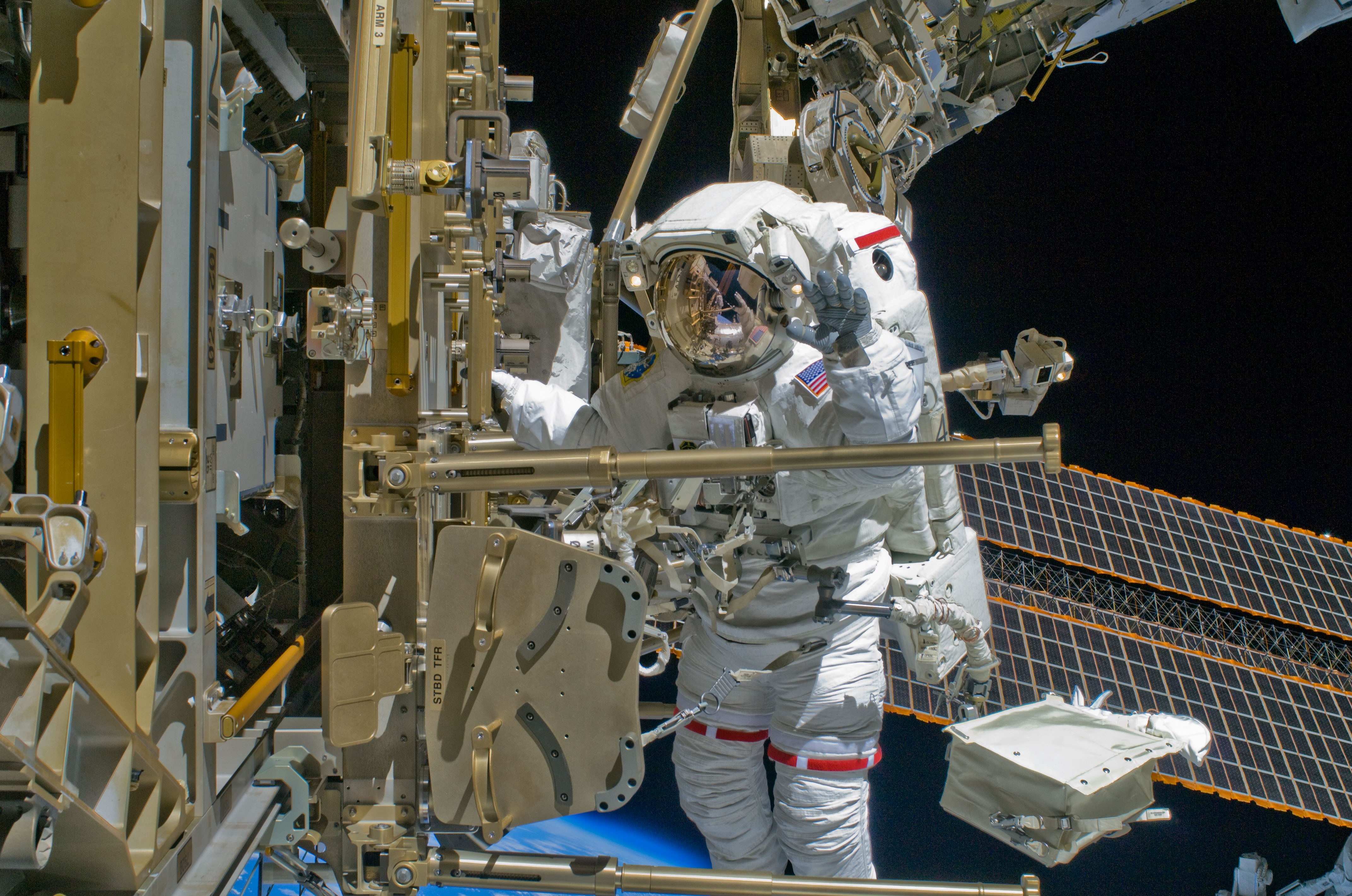
Kimbrough durante la seconda passeggiata spaziale

L'equipaggio ha celebrato il 10º anniversario della stazione spaziale, il cui primo modulo Zarja è stato lanciato il 20 novembre 1998. Il comandante dell'Endeavour Ferguson e il comandante della stazione Pettit hanno inviato un messaggio per l'evento. «Dopo 10 anni, auguriamo alla Stazione Spaziale Internazionale un buon compleanno e speriamo di vederne molti, molti altri» ha detto Ferguson. Pettit ha aggiunto: «Sono 10 anni che stiamo viaggiando, e [la stazione] non è ancora terminata, è quasi completata. Ed è un incredibile e magnifico oggetto di tecnologia e, una volta completato, probabilmente le persone non crederanno a quanto tempo è stato impiegato per terminarlo».
L'evento più importante della giornata è stata la seconda attività extraveicolare, iniziata alle 17:58 UTC.Stefanyshyn-Piper e Kimbrought hanno inizialmente effettuato il trasferimento di due Crew Equipment Translation Aid (CETA) dalla parte destra alla parte sinistra della stazione. Esso è una sorta di "carrello" che si muove su un binario e permette agli astronauti di spostare l'equipaggiamento lungo la struttura della stazione. Questa operazione è necessaria per l'assemblaggio del quarto ed ultimo gruppo di pannelli solari, che verrà installato nella missione STS-119. Kimbrough, attraverso il braccio robotico, si è occupato dello spostamento dei due carrelli mentre Stefanyshyn-Piper li ha installati nella nuova posizione.
Successivamente Kimbrought si è sganciato dal braccio robotico per effettuare la manutenzione dello stesso. In particolare la lubrificazione di un effettore, ovvero una delle due estremità del braccio.
Gli astronauti a bordo della stazione hanno proseguito l'installazione dell'equipaggiamento e lavorato sul laboratorio Kibō per l'installazione di due nuove antenne GPS. Esse, assieme alla manutenzione del braccio robotico della stazione, permetteranno il futuro utilizzo dell'H-II Transfer Vehicle. Infatti le antenne serviranno per guidare HTV nell'avvicinamento alla stazione. Dopo essere giunto nei pressi dell'ISS, la navetta verrà agganciata dal braccio robotico e connessa alla parte inferiore del modulo Harmony.
Mentre Kimbrought era al lavoro sul braccio robotico, Stefanyshyn-Piper ha ripreso il lavoro di manutenzione sul giunto SARJ per continuare le procedure di lubrificazione e pulizia iniziate nella prima passeggiata spaziale. Kimbrought si è unito a lei dopo aver terminato il suo compito. In totale sono stati rimossi, sostituiti e lubrificati altri quattro cuscinetti, di cui uno era in pessime condizioni. Alle 00:43 UTC i due astronauti hanno terminato le attività, della durata di 6 ore e 45 minuti, rientrando nella stazione spaziale.

### Venerdì 21 novembre (8º giorno)

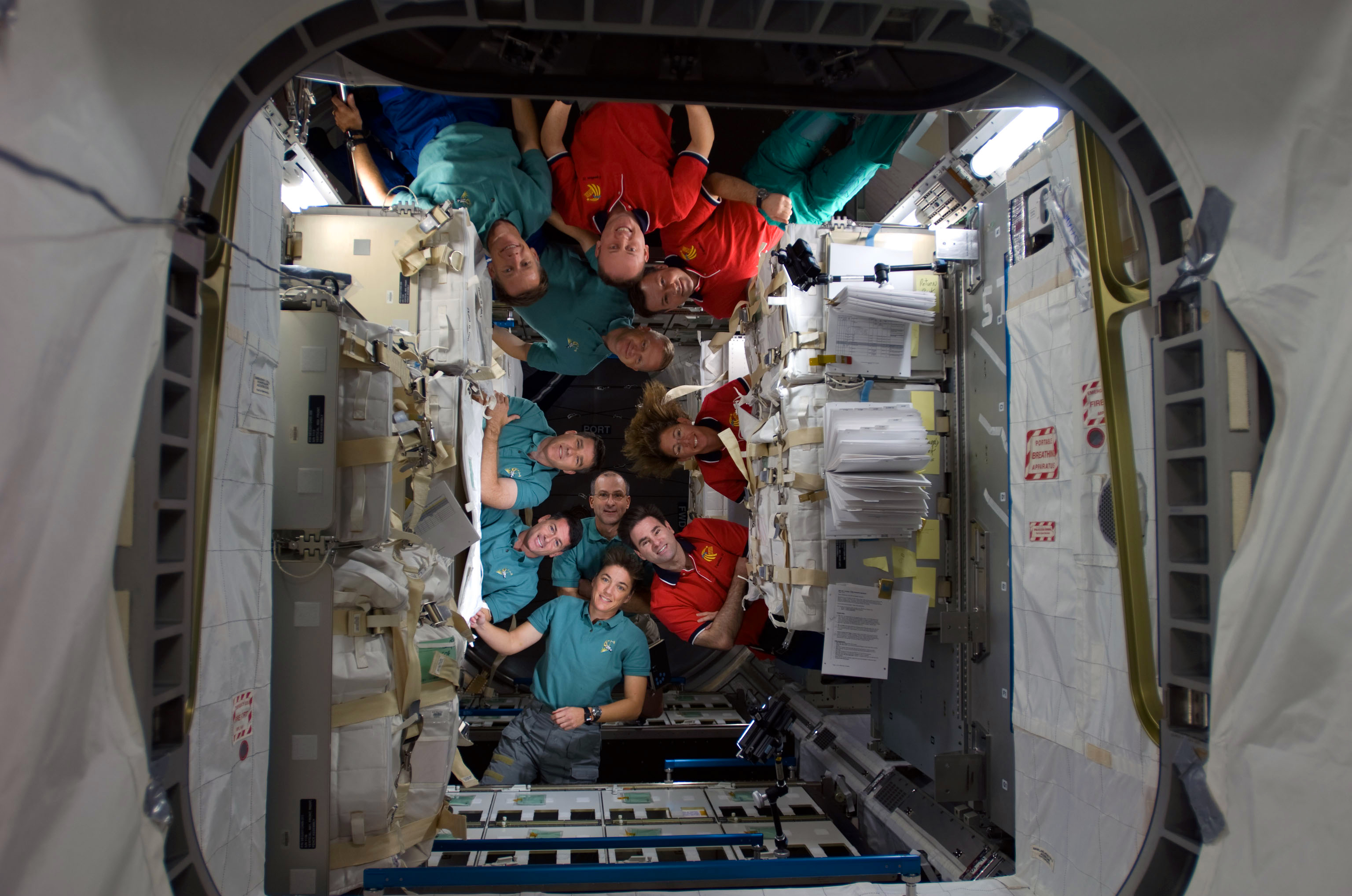
I due equipaggi posano per una foto assieme

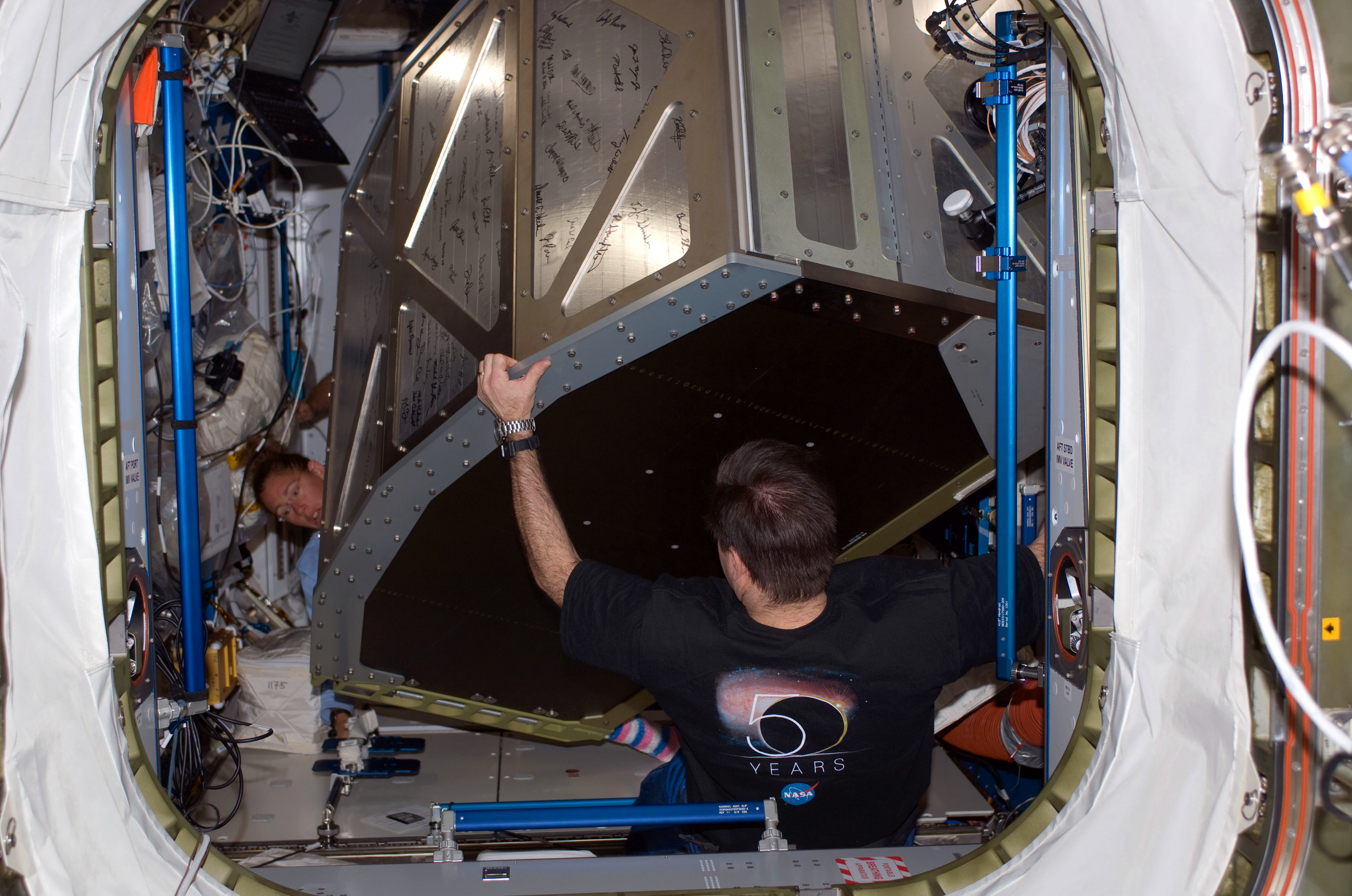
Chamitoff e Magnus trasferiscono uno dei moduli abitativi nel modulo Harmony

Durante la giornata i due equipaggi hanno controllato il sistema di aggancio del modulo Exposed Facility del laboratorio Kibō (Exposed Facility Berthing Mechanism). Successivamente è stato impiegato l'Endeavour per la periodoica correzione dell'orbita della stazione spaziale (reboost).
Dopo una conferenza congiunta con i media, è proseguito il trasferimento dei rifornimenti e degli equipaggiamenti. Stefanyshyn-Piper e Bowen hanno effettuato i preparativi per la terza passeggiata spaziale, e hanno trascorso il periodoo di riposo nel Joint Airlock.

### Sabato 22 novembre (9º giorno)

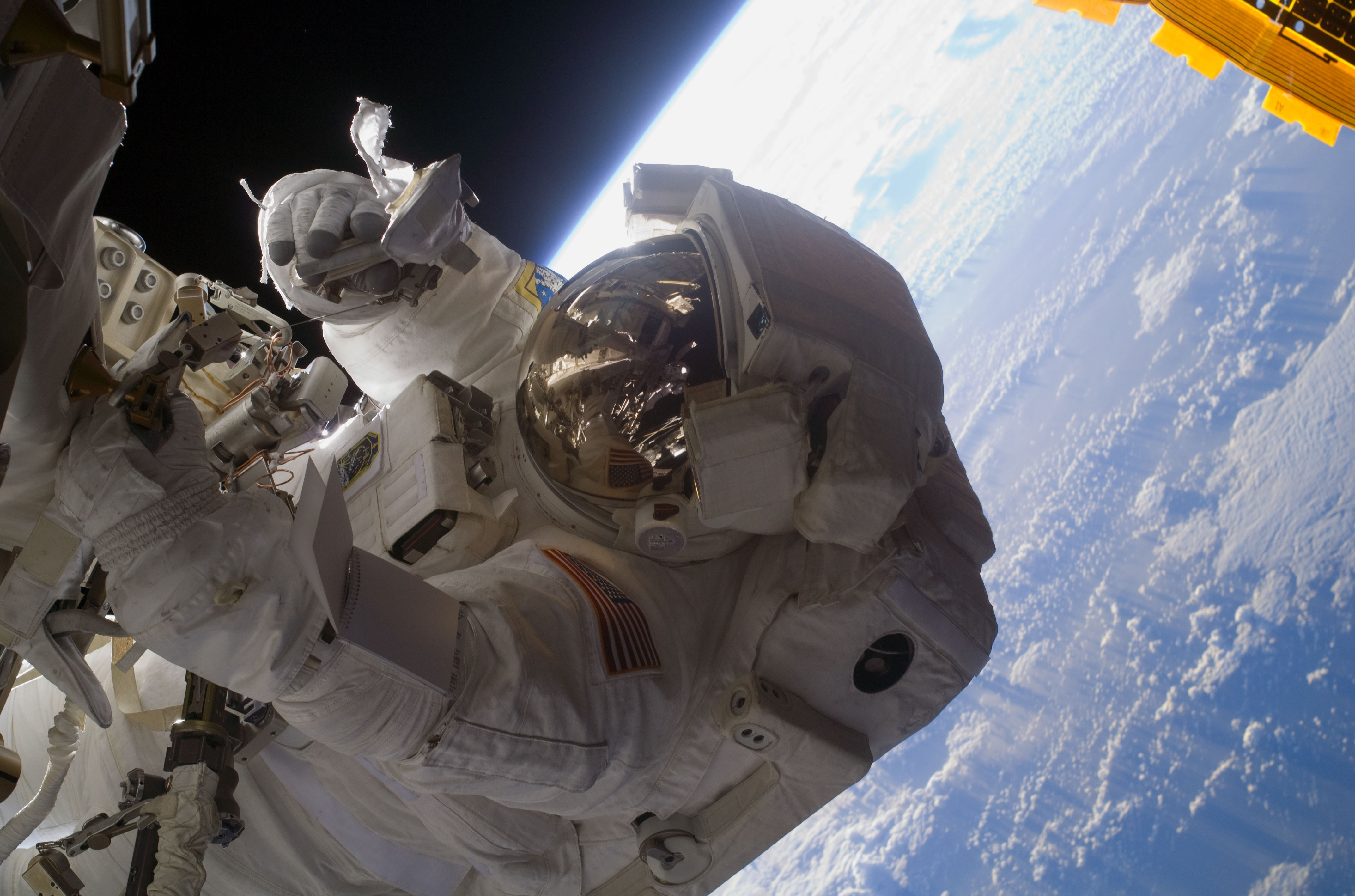
Bowen durante la terza passeggiata spaziale

Nella giornata di sabato il compito principale è stata la terza passeggiata spaziale di Stefanyshyn-Piper e Bowen, il cui scopo è interamente dedicato al termine della manutenzione del SARJ, con la sostituzione degli ultimi 5 cuscinetti.
La terza passeggiata è iniziale alle 18:01 UTC. Stefanyshin-Piper e Bowen, dopo essersi portati sul giunto SARJ hanno iniziato le operazioni. Oltre alla sostituzione dei cuscinetti, hanno compiuto una pulizia dell'anello sottostante, rimuovendo i detriti che si erano accumulati nel tempo. Alle ore 00:58 UTC, dopo 6 ore e 57 minuti, hanno terminato le attività, anche se l'ultima sostituzione non è stata possibile per mancanza di tempo e verrà effettuata nella passeggiata spaziale successiva.
Gli altri astronauti hanno continuato i lavori all'interno della stazione spaziale, tra cui l'installazione di uno strumento chiamato TOCA (Total organic carbon analyzer) che misura la quantità di carbonio presente nell'acqua, parte del sistema di riciclaggio. Magnus ha ottenuto il primo campione d'acqua prodotta dal quest'ultimo. Esso sarà riportato a Terra assieme ad altri, che saranno prodotti dal sistema appena installato sulla stazione, per essere accuratamente analizzato.
La NASA ha valutato la possibilità di utilizzare lo strumento progettato per la riparazione dello scudo termico dello Shuttle tramite un materiale chiamato NOAX (Non-Oxide Adhesive eXperimental) per effettuare la lubrificazione del giunto, in modo da sostituire lo strumento all'interno della borsa che si è persa nella prima passeggiata spaziale.
Ogni Shuttle ha in dotazione due strumenti per l'uso del NOAX, e uno di essi potrebbe essere utilizzato in questa missione poiché lo scudo termico dell'Endeavour si è rivelato in perfetto stato.

### Domenica 23 novembre (10º giorno)
L'equipaggio della stazione e dello Shuttle hanno continuato a configurare e mettere a punto il sistema di riciclaggio dell'acqua, che nei giorni precedenti aveva avuto qualche problema. Sono continuati i trasferimenti dei materiali sulla stazione, raggiungendo il 76% della quantità totale di materiali da spostare.
Bowen e Kimbrough hanno iniziato i preparativi per la quarta ed ultima passeggiata spaziale di lunedì. Tra essi, il controllo degli strumenti, un revisione delle procedure e l'alloggiamento nel Joint Ailock per il periodoo di riposo. Nell'ultima passeggiata è previsto che Bowen installi l'ultimo cuscinetto nel giunto di destra, mentre Kimbrough effettuerà la lubrificazione del giunto di sinistra, che comunque non ha avuto problemi.
Inoltre, i due astronauti installeranno una copertura isolante sul modulo Kibō che era stata rimossa durante la prima passeggiata. Essa era situata sul sistema di aggancio del componente Exposed Facility. Verrà installata un gruppo di telecamere esterne e due antenne GPS.
All'equipaggio sono state concesse quattro ore di riposo e tempo libero.

### Lunedì 24 novembre (11º giorno)

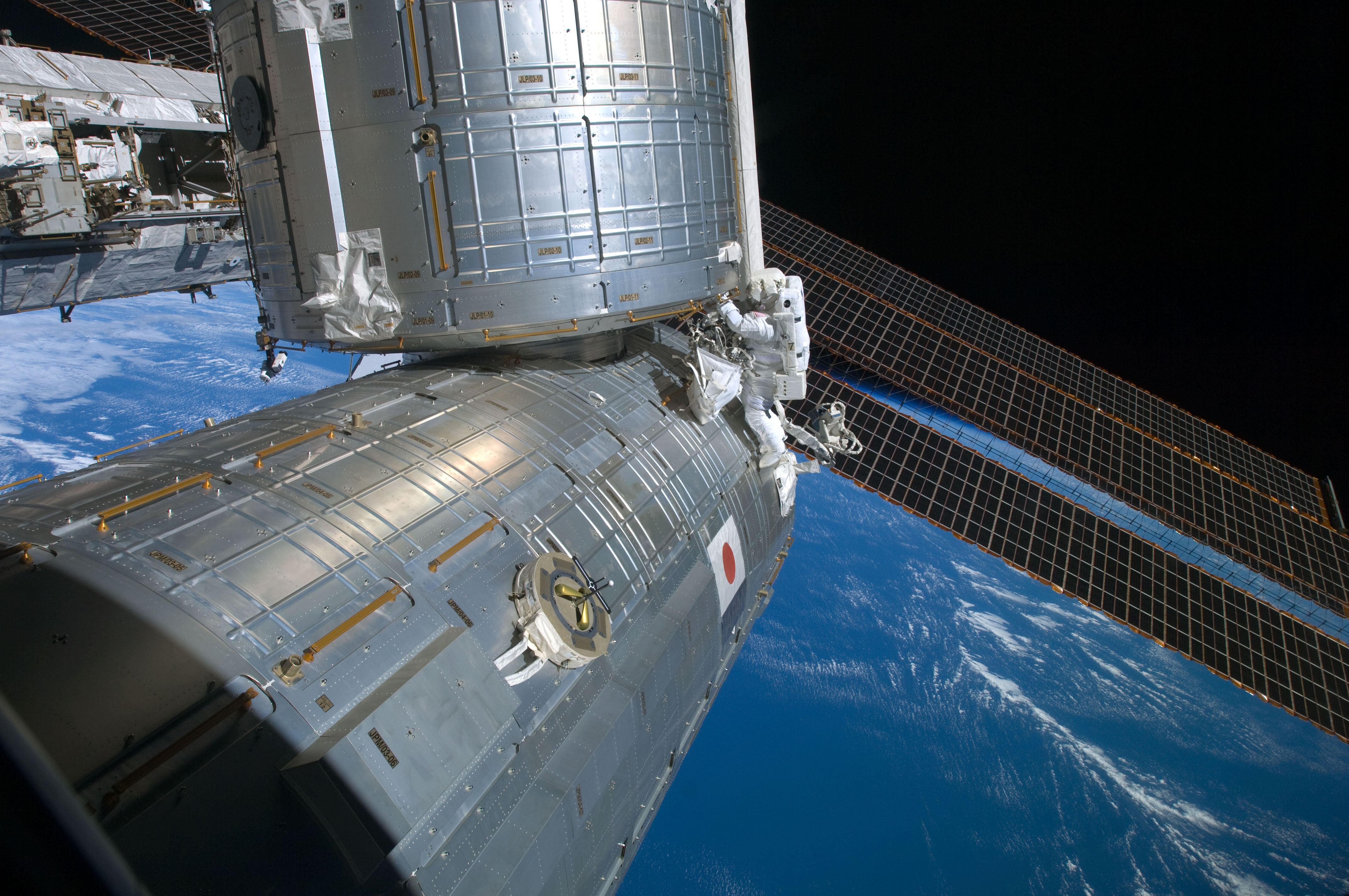
Bowen nei pressi del Laboratorio Kibō durante la quarta sessione di attività extraveicolari

Alle 18:24 UTC è iniziata la quarta ed ultima passeggiata spaziale della missione. Nel frattempo, il controllo missione ha approvato l'estensione della missione di un giorno, per dare il tempo agli astronauti di risolvere i problemi che sono sorti nel funzionamento di un componente del sistema di riciclaggio dell'acqua.
Bowen ha completato la manutenzione del giunto SARJ di destra, installando l'ultimo cuscinetto, mentre Kimbrough ha effettuato la lubrificazione del giunto di sinistra. Successivamente Kimbrough ha prelevato dall'Airlock l'External Television Camera Group, per installarle sul segmento P1. Bowen ha rimosso una copertura del meccanismo di aggancio Exposed Facility Berthing Mechanism, che verrà utilizzato nella missione STS-127 per agganciare il componente External Facility del laboratorio Kibō. Questo meccanismo infatti ha avuto un problema, e Bowen ha ricevuto il compito di controllarlo. Successivamente ha installato un'antenna GPS. La seconda verrà installata in futuro.
Nell'ultima parte delle attività, i livelli di CO2 nella tuta di Kimbrough sono aumentati diverse volte. Un evento simile si era verificato anche nella seconda passeggiata spaziale. Il controllo missione ha ripetutamente chiesto di rallentare le attività per diminuire i livelli di CO2. Alle 00:31 UTC, Bowen e Kimbrough hanno terminato la passeggiata, della durata di 6 ore e 7 minuti.

### Martedì 25 novembre (12º giorno)
Gli esperti della NASA hanno inviato i comandi alla stazione spaziale per ruotare il giunto SARJ ed il test, della durata di tre ore (corrispondenti a due orbite della stazione), ha avuto successo. Infatti la rotazione è avvenuta senza problemi, e i pannelli solari sono riusciti a seguire la posizione del Sole. I dati preliminari del giunto SARJ di destra hanno evidenziato, durante i test, un assorbimento di corrente simile a quello normale di funzionamento. In precedenza invece il giunto aveva un assorbimento molto più elevato, ed inoltre generava vibrazioni. In particolare, i livelli di corrente assorbita sono calati da 0,6 A (0,9 A di picco) a 0,17 A (0,35 A di picco). Anche i valori di assorbimento del giunto di sinistra sono risultati leggermente inferiori, per merito della lubrificazione dei cuscinetti. Questo risultato ha incoraggiato gli esperti della NASA, che ipotizzano di pianificare una simile manutenzione periodicamente.
Il componente del sistema di riciclaggio dell'acqua dedicato al trattamento delle urine, che aveva dato alcuni problemi, ha funzionato regolarmente dopo i vari interventi di Fincke e Pettit. Esso ha effettuato tre cicli completi di purificazione e prodotto circa 6 litri d'acqua per le analisi. Il buon funzionamento ha convinto i responsabili a non riportare a Terra tutto il sistema, ipotesi che era stata proposta dopo i primi malfunzionamenti.

### Mercoledì 26 novembre (13º giorno)
L'equipaggio dell'Endeavour ha segnalato al Controllo Missione la presenza di un impatto su un finestrino dell'orbiter, probabilmente dovuto ai micro-detriti che orbitano attorno alla Terra. Il punto dell'impatto misura 2,5 pollici (6,35 cm) di diametro e circa 0,03125 pollici (0,8 mm) di profondità, ma non è stato giudicato pericoloso per il rientro dello Shuttle.
Dopo aver terminato i trasferimenti dall'MPLM Leonardo e averlo caricato con circa 1587 kg di materiale da trasferire a Terra, è stato richiuso. Pettit e Kimbrough, attraverso il braccio robotico della stazione, lo hanno sganciato dalla stazione e riposizionato nella stiva di carico dello Shuttle.
Alle 12:38 UTC è stato lanciato dal Cosmodromo di Baikonur la navetta Progress ed è previsto che si agganci alla stazione spaziale domenica, il giorno previsto dell'atterraggio dell'Endeavour.

### Giovedì 27 novembre (14º giorno)
Nell'ultima giornata di lavoro assieme, i due equipaggi hanno trascorso del tempo libero, partecipato ad interviste e consumato il tradizionale pranzo del giorno del Ringraziamento. Gli astronauti hanno successivamente terminato gli ultimi compiti e si sono radunati nel modulo Harmony per la cerimonia di commiato.
Alle 23:31 UTC sono stati chiusi i portelli tra lo Shuttle e la stazione spaziale. L'equipaggio dell'Endeavour ha ripassato le procedure previsto per lo sgancio dalla stazione il giorno successivo.

### Venerdì 28 novembre (15º giorno)

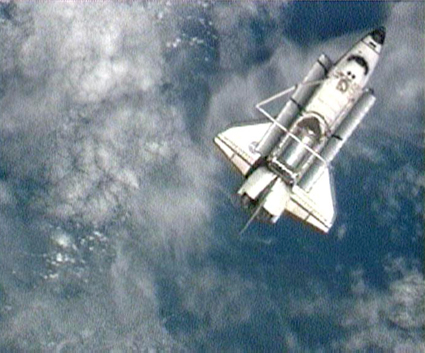
Immagine dello Shuttle Endeavour dopo essersi sganciato dalla stazione

Lo Shuttle Endeavour si è sganciato dalla Stazione Spaziale Internazionale alle 14:47 UTC. L'accensione dei propulsori per il distacco definitivo è stato rinviato alle 23:56 UTC per evitare dei detriti spaziali, costituiti da un frammento di un satellite russo Cosmos. Se effettuata come previsto originalmente, il frammento sarebbe passato ad una distanza di appena 11 km dallo Shuttle. L'equipaggio ha condotto un controllo finale dello scudo termico attraverso l'OBSS.

### Sabato 29 novembre (16º giorno)
Ferguson e Boe hanno effettuato il controllo delle superfici di volo dello Shuttle, seguito dal controllo dei propulsori di manovra del Reaction Control System. Le immagini dello scudo termico non hanno mostrato alcun problema.
Boe e Kimbrough hanno lanciato alle 20:34 UTC un mini satellite chiamato Pico Satellite Solar Cell, che fa parte del programma PicoSat del Dipartimento della Difesa statunitense ed ha lo scopo di verificare dei nuovi tipi di celle solari.

### Domenica 30 novembre (17º giorno)

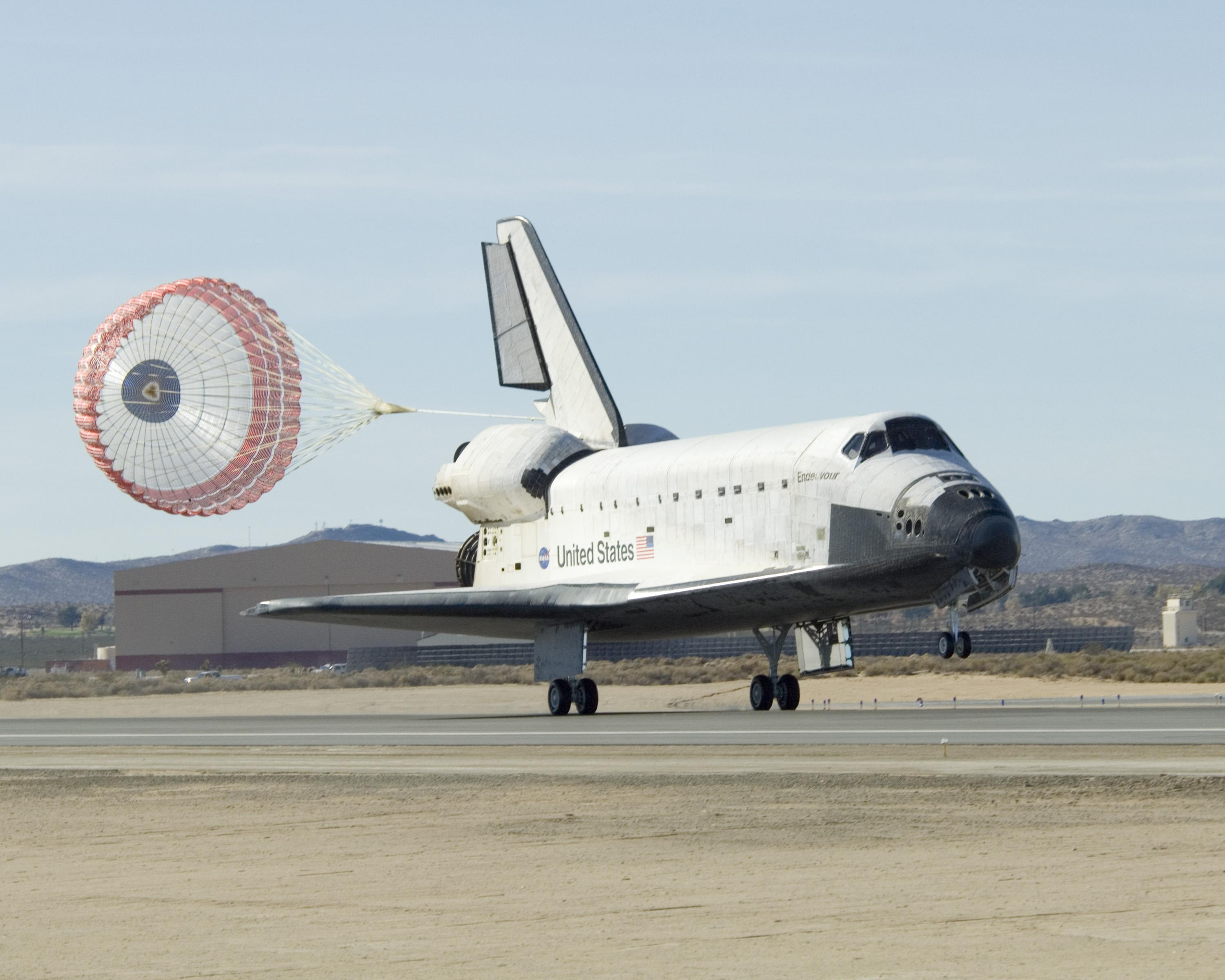
Lo Shuttle Endeavour tocca terra sulla pista 04 della base di Edwards, in California

Le opportunità di atterraggio di domenica erano in totale quattro: alle 17:14 UTC e alle 18:50 UTC al Kennedy Space Center e alle 20:20 UTC e alle 21:57 UTC alla base di Edwards.
Le due opportunità di atterraggio al Kennedy Space Center sono state annullate a causa delle cattive condizioni atmosferiche, con un fronte freddo che ha portato pioggia e un forte vento trasversale (crosswind). Alle 16:11 UTC l'equipaggio ha effettuato la chiusura dei portelli della stiva di carico.
Il controllo missione ha successivamente deciso di far atterrare l'Endeavour alla base di Edwards. Alle 20:20 è stata effettuata l'accensione dei propulsori per rallentare lo Shuttle e farlo entrare nel sentiero di rientro. In questo caso viene utilizzata una pista temporanea (la pista 04) mai utilizzata per gli Shuttle poiché quella principale (la pista 22) è in manutenzione. La pista temporanea è più stretta (200 piedi (61 m) invece di 300 piedi (91 m)) e soprattutto più corta (12 000 piedi (3 700 m) invece di 15 000 piedi (4 600 m)). Per questo motivo l'orbiter ha effettuato delle manovre di arresto diverse dal solito. In particolare la frenata è stata ritardata per ridurre lo sforzo sui freni, ed è stata impiegata maggiormente l'azione frenante del paracadute.
Lo Shuttle ha terminato la sua missione di 15 giorni, 20 ore e 30 minuti fermandosi sulla pista 04 della base di Edwards alle 21:26:03 UTC.
L'Endeavour è stato successivamente trasportato al Kennedy Space Center attraverso lo Shuttle Carrier Aircraft.

### Attività extraveicolari
|       | Astronauta                                       | Inizio                | Fine                  | Durata        | Missione |
| ----- | ------------------------------------------------ | --------------------- | --------------------- | ------------- | --- |
| EVA 1 | Heidemarie M. Stefanyshyn-Piper Stephen G. Bowen | 18 novembre 18:15 UTC | 19 novembre 01:01 UTC | 6 ore, 52 min | Trasferimento di un serbatoio di azoto vuoto dall'external stowage platform 3 nella stiva di carico dello Shuttle, trasferimento di un accoppiatore a tubo flessibile nella stowage platform per usi futuri, rimozione di una copertura isolante dal sistema di aggancio del modulo External Facility del Laboratorio Kibo, inizio della pulizia e la lubrificazione dell'SARJ di destra con la sostituzione dei suoi 12 cuscinetti. |
| EVA 2 | Stefanyshyn-Piper Robert S. Kimbrough            | 20 novembre 17:58 UTC | 21 novembre 00:43 UTC | 6 ore, 45 min | Riposizionamento di due Crew and Equipment Translation Aid dalla parte destra del Mobile Trasponder nella parte sinistra, lubrificazione dell'aggancio del braccio robotico della stazione e dei cuscinetti del suo effettore, proseguimento nella manutenzione del SARJ di destra. |
| EVA 3 | Stefanyshyn-Piper Bowen                          | 22 novembre 18:01 UTC | 23 novembre 00:58 UTC | 6 ore, 57 min | Completamento, tranne un cuscinetto, della pulizia e della lubrificazione dell'SARJ di destra |
| EVA 4 | Bowen Kimbrough                                  | 24 novembre 18:24 UTC | 25 novembre 00:31 UTC | 6 ore, 7 min  | Lubrificazione del SARJ di sinistra, installazione di un gruppo di video camere, reinstallazione dei rivestimenti isolanti del sistema di aggancio del modulo External Facility del Laboratorio Kibo, installazione delle antenne GPS su Kibo, fotografia dei radiatori e dei cavi. |

## Rientro

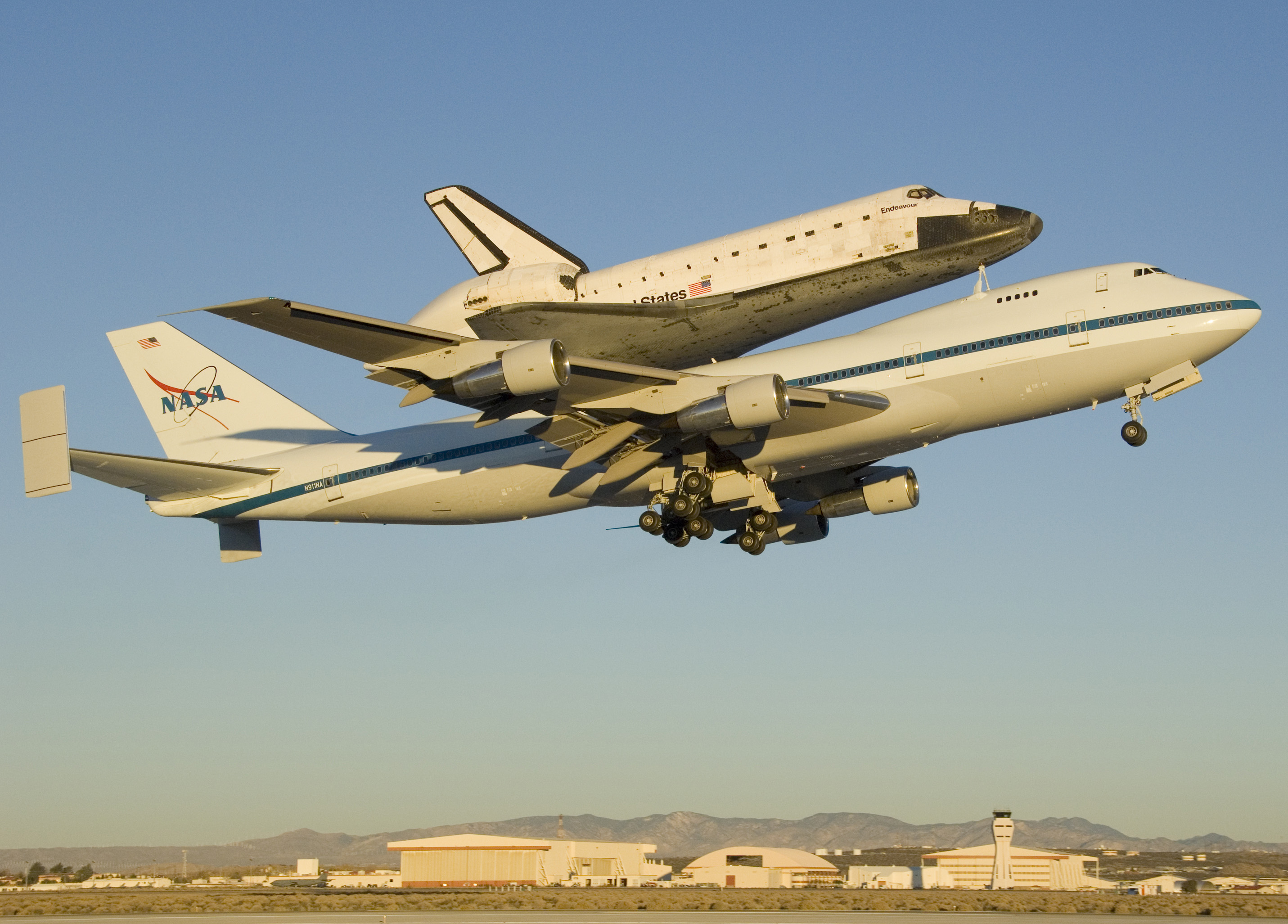
L'Endeavour rientra al Kennedy Space Center tramite lo Shuttle Carrier Aircraft

Il 10 dicembre 2008 lo Shuttle Endeavour è partito dalla base di Edwards per essere riportato al Kennedy Space Center, agganciato allo Shuttle Carrier Aircraft, un Boeing 747 modificato dalla NASA. Il decollo è avvenuto alle 15:00 UTC e alle 17:15 il 747 ha effettuato una sosta per rifornimento alla Biggs Army Air Field nei pressi di El Paso, in Texas. Successivamente, alle 19:30 UTC l'aereo e l'Endeavour hanno ripreso il viaggio, atterrando alle 21:12 UTC alla Naval Air Station Joint Reserve Base a Fort Worth.
Il giorno successivo alle 17:08 UTC lo Shuttle Carrier Aircraft è decollato con destinazione la Barksdale Air Force Base in Louisiana, dove è atterrato alle 19:00 UTC. I responsabili NASA hanno quindi pianificato di riprendere e concludere il volo il giorno successivo, in base alle informazioni meteorologiche.
Venerdì 12 dicembre lo SCA e l'Endeavour sono decollati dalla Louisiana alle 17:00 UTC per giungere al Kennedy Space Center alle 19:44 UTC, dove sono atterrati sulla pista 33, la stessa impiegata dagli Space Shuttle.

### Danneggiamento alla valvola di flusso dell'idrogeno
Durante la missione, i controllori di volo hanno rilevato che una delle valvole di flusso dell'idrogeno (Gaseous Hydrogen flow cobntrol valves) stava regolando il flusso di idrogeno gassoso ad un tasso superiore al previsto. Esse hanno la funzione di regolare il flusso dell'idrogeno gassoso tra i propulsori principali e il serbatoio esterno. Nello Space Shuttle è presente una valvola per ognuno dei tre propulsori. La regolazione del flusso di idrogeno è necessaria per l'invio di quest'ultimo ad una pressione corretta e preservare l'integrità strutturale del serbatoio. Infatti, man mano che i propulsori consumano il propellente, il livello dell'idrogeno e dell'ossigeno liquido nei due serbatoi diminuisce. Per contrastare il vuoto che viene creato, i propulsori convertono l'idrogeno liquido in forma gassosa e lo inviano al serbatoio esterno. Le valvole regolano la quantità di idrogeno gassoso che è inviato al serbatoio esterno.
Per compensare il flusso elevato, le altre due valvole hanno diminuito la quantità di idrogeno gassoso, e non si sono verificati problemi. Al ritorno dell'Endeavour, il sistema di propulsione è stato ispezionato e gli ingegneri hanno scoperto che la valvola era danneggiata. Ciò ha destato preoccupazioni nei responsabili NASA, che hanno imposto la verifica e controlli accurati sulle valvole del Discovery, prima del lancio della missione successiva (STS-119).

## Risveglio
Come tradizione per tutti i voli NASA a partire dal Programma Gemini, per ogni giorno di missione, l'equipaggio della STS-126 ascolta un particolare brano musicale scelto da un astronauta, che per lui ha un particolare significato.
- Giorno 2: "Shelter" di Xavier Rudd per il comandante Ferguson WAV Archiviato il 19 dicembre 2008 in Internet Archive. MP3 Archiviato il 19 dicembre 2008 in Internet Archive.
- Giorno 3: "Start Me Up" dei "Rolling Stones" per Sandra Magnus WAV Archiviato il 19 dicembre 2008 in Internet Archive. MP3 Archiviato il 19 dicembre 2008 in Internet Archive.
- Giorno 4: "London Calling" dei The Clash, per Stephen Bowen WAV Archiviato il 19 dicembre 2008 in Internet Archive. MP3 Archiviato il 19 dicembre 2008 in Internet Archive.
- Giorno 5: "City of Blinding Lights" degli U2, per Kimbrough WAV Archiviato il 19 dicembre 2008 in Internet Archive. MP3 Archiviato il 19 dicembre 2008 in Internet Archive.
- Giorno 6: "Fanfare for the Common Man" di Aaron Copeland per Boe WAV Archiviato il 19 dicembre 2008 in Internet Archive.
- Giorno 7: "Summertime" dei "Bandella"*, per Pettit WAV Archiviato il 19 dicembre 2008 in Internet Archive. MP3 Archiviato il 19 dicembre 2008 in Internet Archive.
- Giorno 8: "Unharness your horses, boy" di "The Ukrainians" per Stefanyshyn-Piper WAV Archiviato il 19 dicembre 2008 in Internet Archive. MP3 Archiviato il 19 dicembre 2008 in Internet Archive.
- Giorno 9: "You Are Here" dei Dutton, per Kimbrough WAV Archiviato il 19 dicembre 2008 in Internet Archive.
- Giorno 10: "Can't Take My Eyes Off You" di Frankie Valli, per Ferguson WAV MP3
- Giorno 11: "Can't Stop Loving You" dei Van Halen per Stefanyshyn-Piper WAV MP3
- Giorno 12: "Fever" dei "Bandella"* per Pettit WAV MP3
- Giorno 13: "North Sea Oil" dei Jethro Tull per Bowen WAV MP3
- Giorno 14: "Hold on Tight" eseguita dalla Electric Light Orchestra per Stefanyshyn-Piper. WAV MP3
- Giorno 15: "In the Meantime" degli Spacehog per Boe. WAV MP3
- Giorno 16: "Twinkle Twinkle Little Star"  per Chamitoff WAV MP3
- Giorno 17: "Gonna Fly Now" di Bill Conti per Ferguson WAV MP3

*Il gruppo musicale "Bandella" è formata dagli astronauti statunitensi Stephen Robinson, Catherine Coleman, dall'astronauta canadese Chris Hadfield e dalla moglie di Pettit

## Missione di riserva
Nel caso di problemi alla missione STS-126 sarebbe stato inviato il Discovery, con l'equipaggio della missione STS-119. Se fosse stato necessario, il Discovery avrebbe effettuato la missione come previsto, e recuperato l'equipaggio dell'Endeavour.